# Viktor Jerofejev
Viktor Vladimirovič Jerofejev (* 19. září 1947, Moskva) je ruský spisovatel.

## Život
Viktor Jerofejev je synem sovětského diplomata Vladimira Ivanoviče Jerofejeva. Část dětství strávil s rodiči v Paříži.
Roku 1970 zakončil filologickou fakultu Moskevské státní univerzity. Roku 1973 – aspirantura Institutu světové literatury. Známým se stal publikací eseje o markýzovi de Sade v časopise „Вопросы литературы“. V roce 1975 obhájil svou disertační práci Dostojevskij a francouzský existencialismus, která vyšla roku 1991 v USA.
Roku 1979 byl vyloučen ze Svazu spisovatelů za působení v samizdatu almanachu Metropol. Do roku 1988 nemohl být v SSSR publikován. Jeho román Ruská krasavice (1990) byl přeložený do více než 20 jazyků a stal se světovým bestsellerem.
Podle povídky Viktora Jerofejeva Život s idiotem napsal skladatel Alfred Schnittke operu, jejíž premiéra se konala roku 1992 v Amsterdamu. O rok později byl podle též předlohy natočen film. (rež. Alexandr Rohožin)
Viktor Jerofejev je člen ruského Pen-centra a laureát Ceny V. V. Nabokova z roku 1992. Pobývá převážně v Moskvě. Je ženatý a má jednoho syna. Jeho bratr Andrej Jerofejev je umělecký kurátor.
V letech 2005 a 2008 byl hostem Pražského festivalu spisovatelů.

## Tvorba
- Ruská krasavice (1990)
- Labyrint prokletých otázek (1996)
- Strašný syn (1996)
- Chlapi (1997)
- Pět řek života (1998)
- Ruské květy zla (1999)
- Život s idiotem (2002)
- Rozkoš (2003)
- Nalézt člověka v člověku (2003)